# IFK Lidingö
IFK Lidingö är en idrottsförening på Lidingö, som bildades 1932 som flersektionsförening. 1985 delades klubben upp i fristående föreningar: Klubben har haft svenska landslagsrepresentanter och SM-medaljörer i flera grenar.

## Föreningar
- IFK Lidingö BMK - Badminton
- IFK Lidingö BTK - Bordtennis
- IFK Lidingö FK - Fotboll
- IFK Lidingö Friidrott[2]

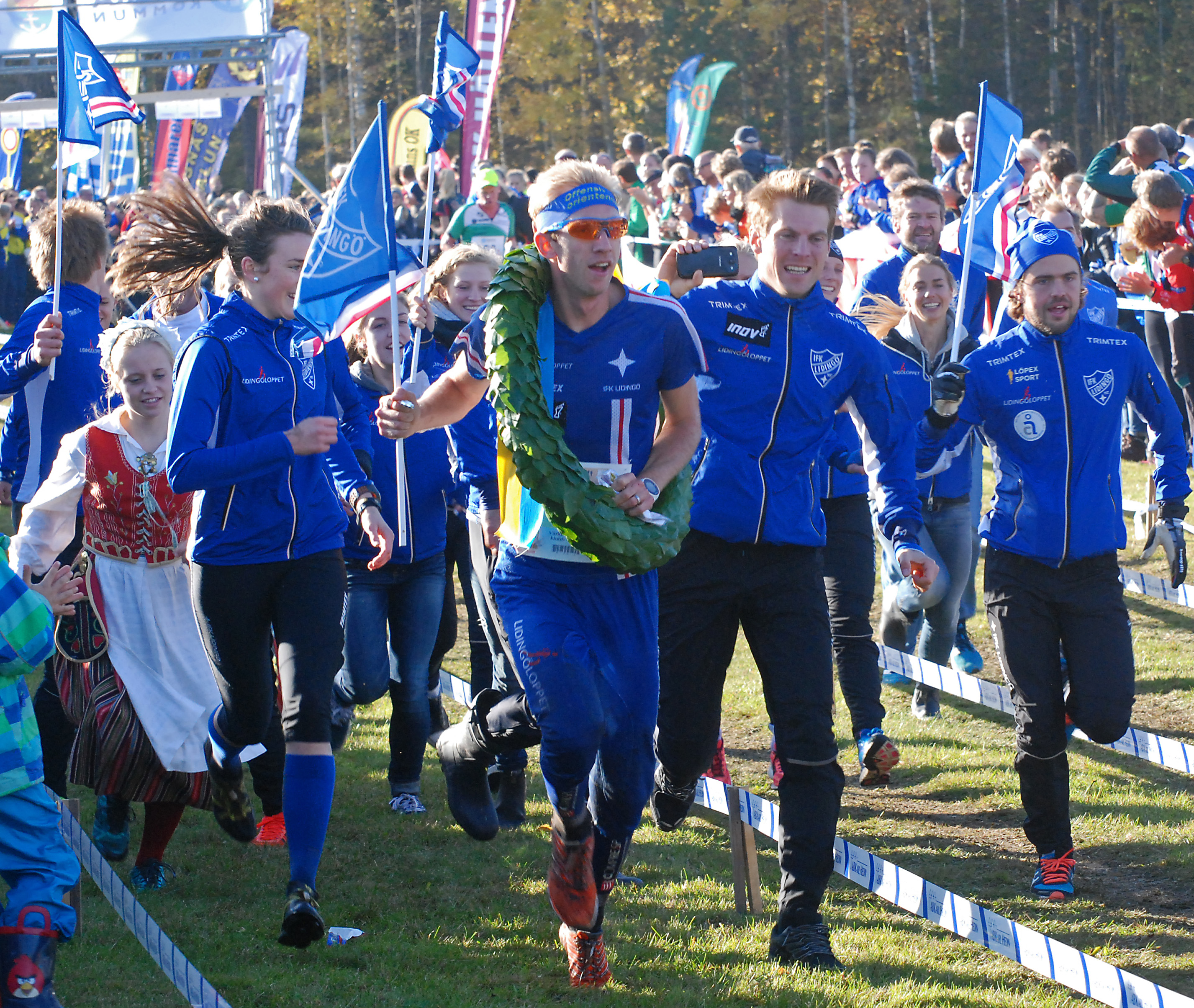
IFK Lidingö SOK, segrare i 25-manna 2014, på upploppet.

- IFK Lidingö Ishockey (numera Lidingö Vikings HC)
- IFK Lidingö Konståkningsklubb
- IFK Lidingö Skridsko
- IFK Lidingö Slalom
- IFK Lidingö Simklubb
- IFK Lidingö SOK - Orienterings- och längdskidåkningsklubb

## Meriter

### Orientering

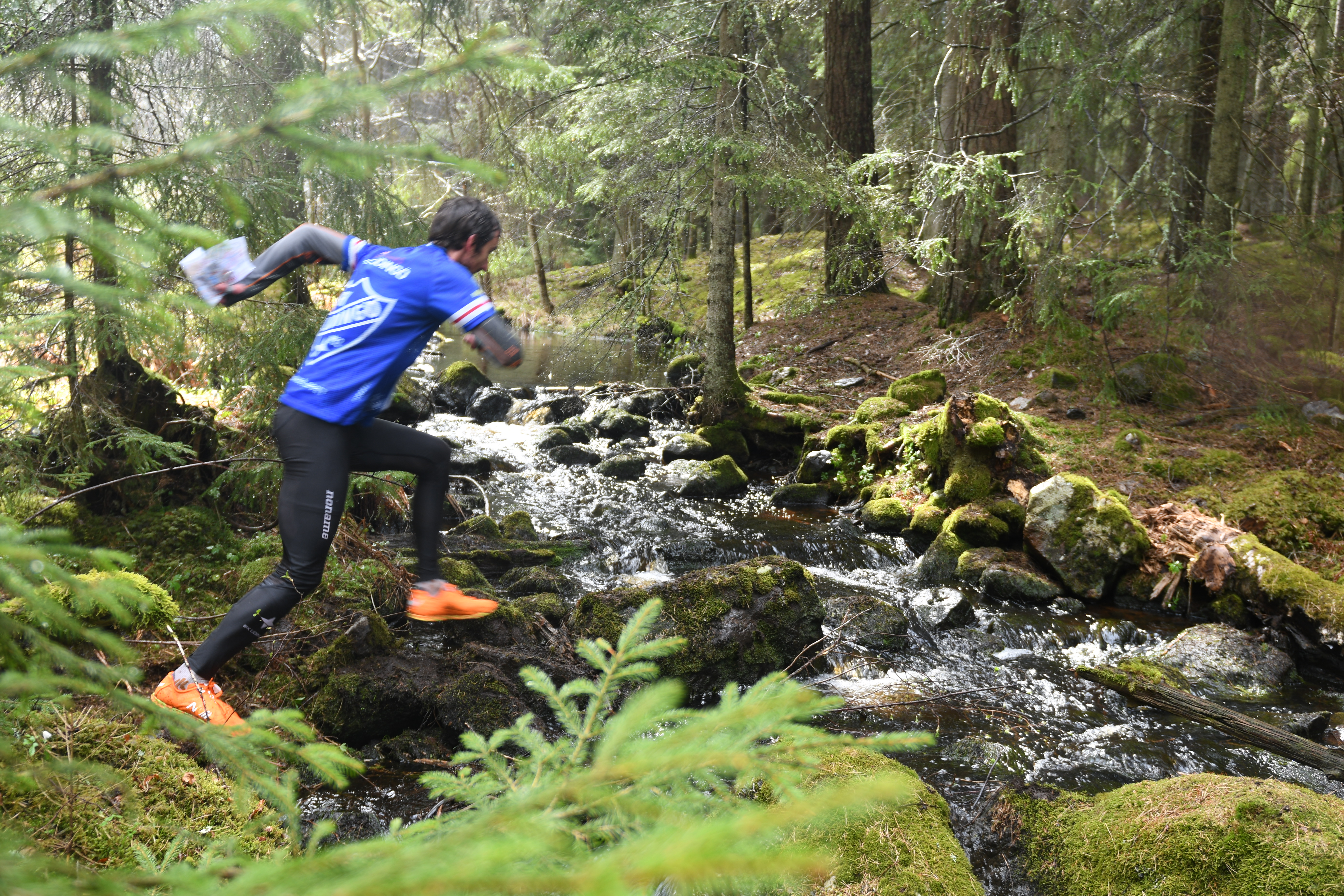
IFK Lidingö-orienterare i Sörmland 2020.

- Segrare 10-mila: 1951
- Segrare 10-mila (damkavlen): 2010
- Segrare 25manna: 1999, 2014

### Handboll
- Svenska mästare inomhus 1949: Laget: Arne Laban Lindecrantz, Erik Ek, Lars Eriksson. Bengt Arenander, Roland Hagen, Lars-Eric Johansson, Lennart Hedberg, Claes Kåhre, Harry Larnefeldt, Axel Eriksson.

IFK Lidingö var framgångsrika i Allsvenskan på 40-talet och spelade 1947-1949 i allsvenskan. Efter att ha vunnit SM 1949 nedflyttades IFK Lidingö samma år1949 till division 2, Det dröjde sedan  22 år innan IFK återkom i allsvenskan 1972. Det var ett kamratgäng av egna produkter och mer meriterade spelare till exempel målvakten Ulf Gustavsson och Kjell Sjöblom som stöttepelare laget. Kvalet blev dramatiskt och avgjordes i sista matchen mot IFK Malmö, där IFK Lidingö vann med 15-9. Sanna IF från Göteborg och Kiruna AIF var de två andra kvallagen. IFK Lidingö stannade kvar i allsvenskan till 1977 men fick göra något besök i division 2. Nya stjärnskott var Bertil Söderberg, Calle Vångblad och Jonas Koplimaa.